# Coelogyne renae
Coelogyne renae är en orkidéart som beskrevs av Barbara Gravendeel och De Vogel. Coelogyne renae ingår i släktet Coelogyne, och familjen orkidéer. Inga underarter finns listade i Catalogue of Life.